# Усечённый додекаэдр
Усечённый додека́эдр — полуправильный многогранник (архимедово тело) с 32 гранями, составленный из 20 правильных треугольников и 12 правильных десятиугольников.
В каждой из его 60 одинаковых вершин сходятся две десятиугольных грани и одна треугольная. Телесный угол при вершине равен {\displaystyle \pi +\arccos {\frac {\sqrt {5}}{3}}\approx 1{,}23\pi .}
Усечённый додекаэдр имеет 90 рёбер равной длины. При 30 рёбрах (между двумя десятиугольными гранями) двугранные углы равны {\displaystyle \arccos \left(-{\frac {\sqrt {5}}{5}}\right)\approx 116{,}57^{\circ },} как в додекаэдре; при 60 рёбрах (между треугольной и десятиугольной гранями) {\displaystyle \arccos \left(-{\sqrt {\frac {5+2{\sqrt {5}}}{15}}}\right)\approx 142{,}62^{\circ },} как в икосододекаэдре.
Усечённый додекаэдр можно получить из обычного додекаэдра, «срезав» с того 20 правильных треугольных пирамид, — либо как пересечение имеющих общий центр додекаэдра и икосаэдра.

## В координатах
Усечённый додекаэдр можно расположить в декартовой системе координат так, чтобы координаты его вершин были всевозможными циклическими перестановками наборов чисел
- {\displaystyle (0;\;\pm (\Phi -1);\;\pm (\Phi +2)),}
- {\displaystyle (\pm (\Phi -1);\;\pm \Phi ;\;\pm 2\Phi ),}
- {\displaystyle (\pm \Phi ;\;\pm 2;\;\pm (\Phi +1)),}

где {\displaystyle \Phi ={\frac {1+{\sqrt {5}}}{2}}} — отношение золотого сечения.
Начало координат {\displaystyle (0;0;0)} будет при этом центром симметрии многогранника, а также центром его описанной и полувписанной сфер.

## Метрические характеристики
Если усечённый додекаэдр имеет ребро длины {\displaystyle a}, его площадь поверхности и объём выражаются как
{\displaystyle S=5\left({\sqrt {3}}+6{\sqrt {5+2{\sqrt {5}}}}\right)a^{2}\approx 100{,}9907602a^{2},}
{\displaystyle V={\frac {5}{12}}\left(99+47{\sqrt {5}}\right)a^{3}\approx 85{,}0396646a^{3}.}
Радиус описанной сферы (проходящей через все вершины многогранника) при этом будет равен
{\displaystyle R={\frac {1}{4}}{\sqrt {74+30{\sqrt {5}}}}\;a\approx 2{,}9694490a;}
радиус полувписанной сферы (касающейся всех рёбер в их серединах) —
{\displaystyle \rho ={\frac {1}{4}}\left(5+3{\sqrt {5}}\right)a\approx 2{,}9270510a.}
Вписать в усечённый додекаэдр сферу — так, чтобы она касалась всех граней, — невозможно. Радиус наибольшей сферы, которую можно поместить внутри усечённого додекаэдра с ребром {\displaystyle a} (она будет касаться только всех десятиугольных граней в их центрах), равен
{\displaystyle r_{10}={\frac {1}{2}}{\sqrt {\frac {25+11{\sqrt {5}}}{2}}}\;a\approx 2{,}4898983a.}
Расстояние от центра многогранника до любой треугольной грани превосходит {\displaystyle r_{10}} и равно
{\displaystyle r_{3}={\frac {\sqrt {3}}{12}}\left(9+5{\sqrt {5}}\right)a\approx 2{,}9127812a.}